# (20756) 2000 BC19
(20756) 2000 BC19 est un astéroïde de la ceinture principale d'astéroïdes découvert en 2000.

## Description
(20756) 2000 BC19 a été découvert le 27 janvier 2000 à l'observatoire Kvistaberg, un observatoire suédois appartenant au département de physique et d'astronomie de l'université d'Uppsala et situé entre Uppsala et Stockholm, par le programme  Uppsala-DLR Asteroid Survey (UDAS).

### Caractéristiques orbitales
L'orbite de cet astéroïde est caractérisée par un demi-grand axe de 2,74 UA, un périhélie de 2,49 UA, une excentricité de 0,09 et une inclinaison de 2,98° par rapport à l'écliptique. Du fait de ces caractéristiques, à savoir un demi-grand axe compris entre 2 et 3,2 UA et un périhélie supérieur à 1,666 UA, il est classé, selon la JPL Small-Body Database, comme objet de la ceinture principale d'astéroïdes.

### Caractéristiques physiques
(20756) 2000 BC19 a une magnitude absolue (H) de 14,7 et un albédo estimé à 0,075.